# Commissione di insediamento prussiana

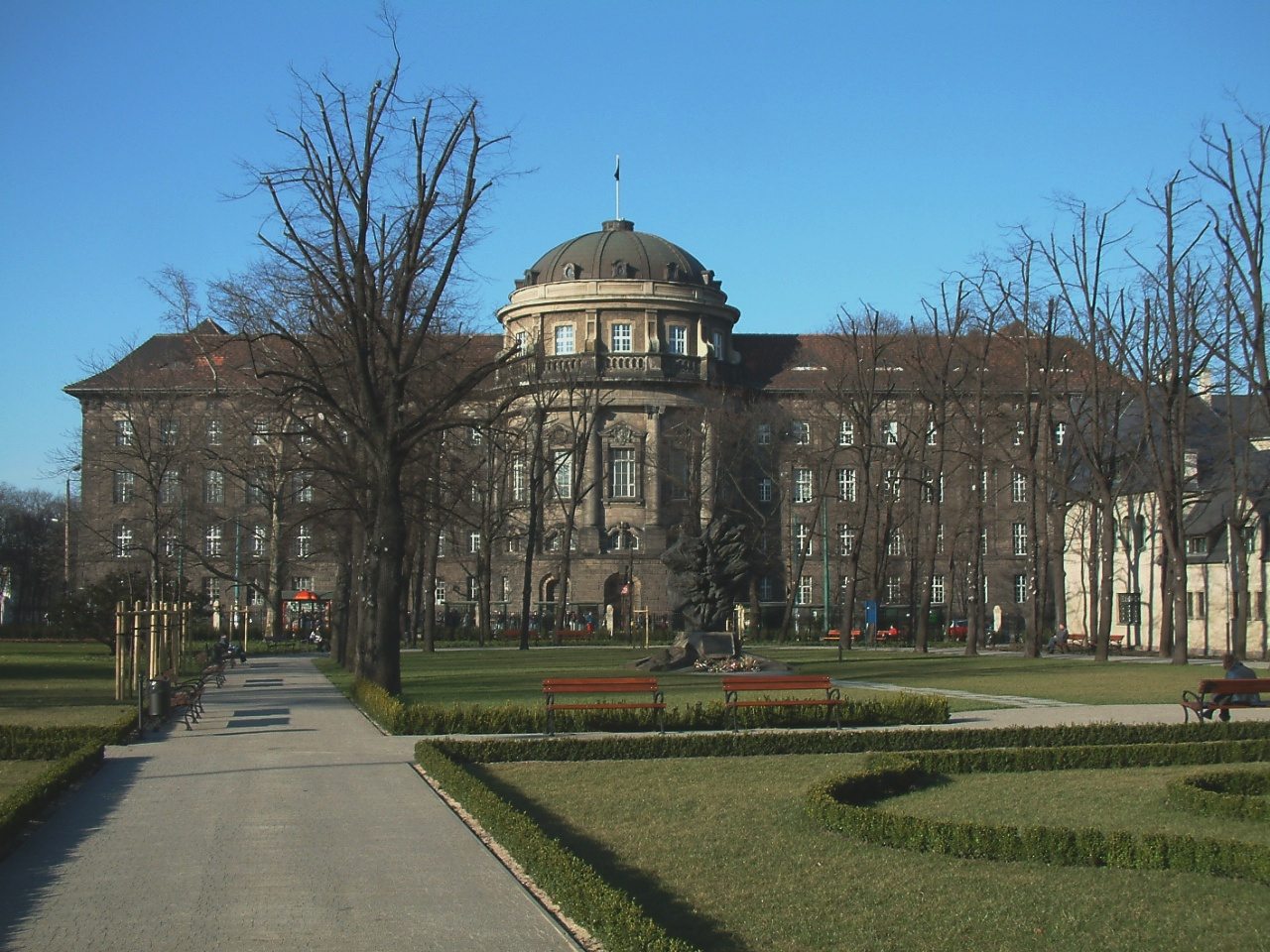
Ex sede della Commissione di insediamento a Poznań, oggi Collegium Maius dell'Università UAM

La Commissione Reale Prussiana di Insediamento per la Prussia Occidentale e Posen (in tedesco: Königlich Preußische Ansiedlungskommission für Westpreußen und Posen) fu fondata nel 1886 come elemento centrale della politica di germanizzazione delle province orientali del Regno di Prussia. L'obiettivo era quello di reinsediare gli immigrati tedeschi nelle province di Posen e della Prussia occidentale. La Commissione di insediamento è esistita ufficialmente fino agli anni '20 del XX secolo, ma il suo lavoro pratico è terminato nel 1918.

## Finalità ed obiettivi
La svolta verso la politica degli insediamenti rientrò in un cambiamento generale della politica prussiana nei confronti della Polonia. Invece dell'assimilazione culturale, a partire dagli anni Ottanta del XIX secolo, l'attenzione si concentrò sulla politica demografica e le misure demografiche. Una causa concreta fu l'aumento della migrazione di gran parte della popolazione di lingua tedesca dalle province agrarie orientali della Prussia verso i centri industriali nell'ovest del Paese. La maggioranza dei conservatori e dei nazional-liberali alla Camera dei rappresentanti prussiana approvò la "Legge sulla promozione degli insediamenti tedeschi nelle province della Prussia occidentale e di Posen", che istituiva la Commissione di insediamento.Il suo scopo fu di acquistare le proprietà indebitate dei polacchi. Questa misura fu diretta contro la nobiltà polacca, che il Primo Ministro prussiano (e cancelliere del Reich) Otto von Bismarck considerava come il più importante portatore della volontà di resistenza polacca.
Le proprietà vennero divise e date ai coloni tedeschi. I nazional-liberali promossero la divisione contro Bismarck e numerosi conservatori che la ritenevano dannosa per la proprietà terriera aristocratica in generale.
La Commissione aveva sede nella città di Poznań (in tedesco: Posen). Inizialmente era dotata di un capitale di 100 milioni di marchi. I responsabili speravano di poter insediare 40.000 nuovi agricoltori. Questi avrebbero dovuto formare, come si diceva all'epoca, un "bastione vivente contro la marea slava". La commissione era direttamente subordinata al Ministero di Stato prussiano.
Fino al 1892 furono acquisiti circa 58.000 ettari di terreno. La maggior parte, circa 53.000 ettari, proveniva da proprietà polacche ed una parte minore, 5.000 ettari, da proprietà tedesche. Nel periodo successivo fu quasi impossibile ottenere terreni di proprietà polacca. La terra fu divisa in lotti agricoli e per lo più assegnata come "proprietà di affitto". La Commissione di colonizzazione, in quanto fornitrice di capitale, mantenne il diritto di rivendita e, in ultima analisi, la proprietà complessiva, poiché la terra poteva essere riscattata solo fino al 90%. Questo per evitare che la proprietà venisse rivenduta a proprietari polacchi.
Dopo la fine dell'era moderata di Caprivi, la politica insediativa fu nuovamente intensificata. Nel 1898 alla Commissione di insediamento furono concessi altri 100 milioni di marchi e nel 1902 furono aggiunti altri 150 milioni di marchi. Allo stesso tempo l'acquisto di terreni da parte dei polacchi fu resa più difficile. Nel 1907, su pressione dell'Ostmarkenverein, fu concessa la possibilità di espropriare i terreni. Questa violazione del diritto di proprietà fu criticata dai conservatori e probabilmente fu tra i motivi che spinsero inizialmente la Commissione a non avvalersene. Solo nel 1912, su pressione dell'Ostmarkenverein, fu applicato nel caso di quattro proprietà e ciò provocò dibattiti sulla procedura tanto alla Camera dei Rappresentanti prussiana che al Reichstag. La Camera dei Rappresentanti si espresse contro il voto del gruppo parlamentare polacco e del Centro, mentre la maggioranza del Reichstag non approvò la procedura nel 1913.

## In seguito
In realtà, il numero di nuovi insediamenti di coloni creati sulla base della legge fu notevolmente inferiore a quello sperato. La maggior parte si trovò nella provincia di Posen.
L'istituzione della Commissione di insediamento portò al rafforzamento involontario del movimento nazionale polacco. Uno Stato polacco non esisteva dalle spartizioni della fine del XVIII secolo, a parte la breve parentesi del Ducato di Varsavia in epoca napoleonica. I polacchi fondarono una banca di Stato (Bank Ziemski) e una banca cooperativa (Bank Społek Zarobkowych) per garantire la proprietà terriera. Queste e altre istituzioni riuscirono ad acquistare ed a distribuire più proprietà ai coloni polacchi rispetto alla Commissione tedesca.
Anche l'obiettivo di indebolire il movimento nazionale polacco attraverso la Commissione di insediamento non ebbe successo, perché il suo fulcro si era già da tempo spostato dalla nobiltà alla borghesia, nonché alla Chiesa cattolica polacca.
Alla fine, la commissione acquistò più proprietà tedesche che polacche. Tra il 1886 e il 1906, 220 milioni di marchi andarono a proprietari tedeschi e solo 30 milioni a proprietari terrieri polacchi. In totale, la Commissione spese circa 1 miliardo di marchi fino all'inizio della Prima guerra mondiale. Hans-Ulrich Wehler ritiene che la Commissione sia stata in definitiva un'impresa di ristrutturazione per numerosi Junker fortemente indebitati. Minacciando di vendere la loro terra ad un'istituzione polacca, gli Junkers indussero la Commissione di Insediamento ad acquistare a prezzi ben superiori al suo valore. I prezzi dei terreni delle grandi proprietà aumentarono del 65-130% per ettaro nelle aree interessate tra il 1895 e il 1907. Tra il 1886 e il 1916 furono creati un totale di 21.727 siti di insediamento, ciascuno con una superficie di 13-15 ettari. I numeri erano troppo piccoli per causare uno spostamento nel rapporto tra popolazione polacca e tedesca.
Dopo il trattato di pace di Versailles, la maggior parte della provincia di Posen e della Prussia occidentale furono cedute alla (nuova) Seconda Repubblica Polacca; fu creata la marca confinaria di Posen-Prussia occidentale. La Commissione di Insediamento perse così la sua importanza.

## I membri della commissione

### Presidenti
- 1886-1891: Robert von Zedlitz-Trützschler (1837-1914)
- 1891-1903: Rudolf von Wittenburg (1842-1911)
- 1903-1908: Paul Blomeyer (1860-1918)
- 1908-1913: Friedrich Karl Gramsch (1860-1923)
- 1913-1920: Hugo Ganse (1862-1944)

### Altri membri della commissione
- Wilhelm von Waldow
- Hans von Meibom
- Alfred Hugenberg
- Friedrich von Born-Fallois